# Symphurus plagusia
Symphurus plagusia es una especie de pez de la familia Cynoglossidae en el orden de los Pleuronectiformes.

## Distribución geográfica
Se encuentran en el  Atlántico occidental (desde las Bahamas y el Caribe hasta Río de Janeiro).